# Utsuro no hako to zero no Maria
 (11 avril 2016).
La boîte du néant et la zéroième Maria, de son titre original Utsuro no hako to zero no Maria (空ろの箱と零のマリア), aussi connue sous le titre Hakomari (箱マリ), est une série de light novels de sept tomes écrite par Eiji Mikage (ja) et illustrée par Tetsuo.
Elle a été publiée par ASCII Media Works de janvier 2009 à juin 2015.

## Synopsis
Le light novel raconte l’histoire de Kazuki Hoshino, un élève maladivement attaché à sa vie quotidienne, et de son ennemie jurée Aya Otonashi, dite Maria, qui a soudainement été transférée dans sa classe vers la fin de l’année – soi-disant pour la 13 118e fois. Sans hésitation, elle lui annonce son intention de le « briser ». Une guerre hors norme est alors déclarée ; Kazuki devra défendre sa vie de tous les jours, et les nombreux secrets sur lesquels elle repose seront un à un déterrés.

## Liste des volumes
| no | Japonais          | Japonais          |
| no | Date de sortie    | ISBN              |
| --- | ----------------- | ----------------- |
| 1 | 10 janvier 2009   | 978-4-04-867461-4 |
| 2 | 10 septembre 2009 | 978-4-04-868012-7 |
| 3 | 10 janvier 2010   | 978-4-04-868275-6 |
| 4 | 10 juin 2010      | 978-4-04-868595-5 |
| 8 485 exemplaires ont été vendus la semaine de sa sortie, le faisant entrer dans le classement de l'Oricon à la 27e place. Il est sorti du classement la semaine suivante. |                   |                   |
| 5 | 10 juillet 2012   | 978-4-04-886733-7 |
| 6 | 10 janvier 2013   | 978-4-04-891251-8 |
| 7 | 10 juin 2015      | 978-4-04-865193-6 |